# The Stump
The Stump (englisch für Der Stumpf) ist ein 1200 m hoher und unvereister Berg im ostantarktischen Viktorialand. In den Darwin Mountains des Transantarktischen Gebirges ragt er westlich der Smith Heights. Sein markant abgeflachter Gipfel überragt den See am Wellman Valley um 300 m.
Das Advisory Committee on Antarctic Names benannte ihn 2001 nach seiner Erscheinung.